# Clethrogyna
Clethrogyna is een geslacht van vlinders van de familie spinneruilen (Erebidae), uit de onderfamilie Lymantriinae.

## Soorten
- C. dubia Tauscher, 1806
- C. ericae Germar, 1825
- C. turbata Butler, 1879